# بارنفلد
بارنفلد (به آلمانی: Hamburg-Bahrenfeld) یک منطقهٔ مسکونی در آلمان است که در التونا، هامبورگ واقع شده‌است. بارنفلد ۲۶٬۲۱۷ نفر جمعیت دارد.